# Балкарцы в Казахстане
Балкарцы в Казахстане — балкарцы, проживающие в Казахстане. 

## История
Балкарцы появились в Казахстане в результате принудительной депортации, проведённой в марте 1944 года. Выселение балкарцев с исторических земель в Центральную Азию являлось частью сталинских репрессий. Массовые депортации народов в СССР происходили в период с середины 1930-х и вплоть до кончины Иосифа Сталина. В целом политика классовых и этнических депортаций проводилась большевиками с 1918 года, в результате которой в Казахстане появились национальные диаспоры немцев, корейцев, греков, чеченцев, ингушей, карачаевцев, балкарцев, турок-месхетинцев, крымских татар и других народов.
Есть мнение, что причиной депортации балкарцев, в более широком смысле, является сталинизм и система, открывшая простор для репрессий и террора в отношении советских людей. Депортация балкарского народа стала возможной ещё и потому, что в период репрессии 1920—1930-х годов было нарушено основное условие объединения Кабарды и Балкарии о паритетном формировании органов власти. Однако обоснованием для переселения балкарцев в Центральную Азию для придания видимости законности стало «предательство» балкарского народа и «коллаборационизм» с гитлеровской Германией, а в дополнение к этому и «неспособность Балкарии защитить Эльбрус». Об этом заявлял глава НКВД Лаврентий Берия.
К апрелю 1944 года операция по выселению балкарцев из КБАССР в другие регионы СССР, проведённая РККА и НКВД, была полностью завершена. Общая численность подвергшихся насильственному выселению балкарцев составила 37 713 человек. Из них, по официальным данным, только в пути, в товарных поездах, погибли 562 человека. На территорию Казахской ССР попали 16 684 человека. Остальных распределили по Киргизской ССР (15 743 человек) и Узбекской ССР (419 человек). Небольшую часть депортированных балкарцев отправили в Таджикскую ССР, Иркутскую область РСФСР и в регионы Крайнего Севера.
В конце 1950-х гг. необоснованные обвинения с большинства депортированных народов были сняты. Была восстановлена государственность балкарского, карачаевского, калмыцкого, чеченского и ингушского народов. 9 января 1957 г. Президиум Верховного Совета СССР издал Указ «О преобразовании Кабардинской АССР в Кабардино-Балкарскую АССР».
В 1957–1959 гг. возвратились на историческую родину 9327 балкарских семей (35274 чел.).
Вместе с тем по разным причинам около 6% балкарцев остались жить в странах Центральной Азии, в том числе и в Казахстане. После развала СССР они основали совместно с карачаевцами, оказавшимися на территории Казахстана по аналогичным причинам, общую карачаево-балкарскую диаспору.

## Численность
По оценкам на 2023 год, балкарцев в Казахстане проживает около 2 400 человек.
| Год         | 1970 | 1979 | 1989 | 1999 | 2009 |
| Численность | 2714 | 2258 | 2926 | 2079 | 1798 |

## Современное положение
Большое значение для обеспечения комфортных условий для жизни карачаево-балкарской диаспоры оказало создание 13 апреля 1996 года общественного объединения Карачаево-Балкарский национальный культурный центр «Минги-Тау». Он имеет филиалы в Талды-Кургане, Астане, Таразе, Шымкенте, Павлодаре, Щербактинском и Успенском районах Павлодарской области.